# Didier Domi
Didier Arsène Marcel Domi (Sarcelles, 2 de maig de 1978) és un exfutbolista professional francès, que ocupava la posició de defensa. Va ser internacional amb la selecció francesa sub-21.

## Trajectòria
Va començar a destacar al Paris Saint-Germain FC, amb qui debuta el gener de 1996. Amb l'equip francès va disputar la final de la Recopa de 1997, que van perdre davant el FC Barcelona.
La seua progressió al conjunt parisenc possibiliten que el gener de 1999 marxa al Newcastle United FC per sis milions d'euros. A la Premier League té un bon inici però la seua aportació minva fins a retornar al Paris Saint-Germain FC el 2001 pel mateix valor. A la temporada 03/04 hi retorna a Anglaterra, cedit al Leeds United.
L'estiu del 2004 fitxa pel RCD Espanyol, amb el qual disputa 22 partits en dos temporades. El 2006 recala a l'Olympiakos FC grec.

## Títols
- Coupe de France: 1998
- Coupe de la Ligue: 1998
- Copa del Rei: 2005-06
- Lliga de Grècia: 2006-07, 2007-08, 2008-09
- Copa de Grècia: 2007-08, 2008-09